# Ralph McQuarrie
Ralph Angus McQuarrie \mə-'kōr-ē\ (Gary, Indiana, 13 de juny de 1929 - Los Angeles, 3 de març de 2012) va ser un dissenyador i il·lustrador conceptual estatunidenc. La seva carrera va incloure treballs en la trilogia original de La guerra de les galàxies, la sèrie original de televisió Battlestar Galactica, la pel·lícula ET, l'extraterrestre i la pel·lícula Cocoon, per la qual va guanyar un Oscar.

## Primers anys de vida
Ralph McQuarrie va néixer a Gary (Indiana), però es va criar en una granja propera a Billings (Montana). Va servir a l'exèrcit dels Estats Units durant la guerra de Corea, sobrevivint a un tret al cap. Després de tornar de la guerra, McQuarrie es va traslladar a Califòrnia en la dècada de 1960, estudiant a l'escola d'art, a continuació, al centre de Los Angeles.

## Carrera
McQuarrie va treballar inicialment per a una empresa d’odontologia, dibuixant dents i equipament, abans de treballar com a Artista i Il·lustrador de Disseny Preliminari per a la Boeing Company, on va dibuixar esquemes per a un manual sobre la construcció del Jumbo Jet 747, a més de dissenyar cartells de pel·lícules. i animant la cobertura dels informatius de la CBS del programa espacial Apollo a la companyia de tres homes Reel Three. Mentre, hi treballava, Hal Barwood va demanar a McQuarrie que produís algunes il·lustracions per a un projecte cinematogràfic que ell i Matthew Robbins començaven.

### Star Wars(1977)
| «                        | (anglès) I just did my best to depict what I thought the film should look like, I really liked the idea. I didn't think the film would ever get made. My impression was it was too expensive. There wouldn't be enough of an audience. It's just too complicated. But George knew a lot of things that I didn't know. | (català) Només vaig fer tot el possible per representar com havia de semblar la pel·lícula, m’ha agradat molt la idea. No pensava que la pel·lícula es faria mai. La meva impressió era que era massa cara. No hi hauria prou públic. És massa complicat. Però George sabia moltes coses que jo no sabia. | » |
| — McQuarrie a Star Wars. | | |   |

El jove cineasta George Lucas va quedar impressionat pel treball de McQuarrie i es va reunir amb ell per discutir els seus plans per a una pel·lícula de l'espai-fantasia, The Star Wars. Lucas buscava material de referència visual per donar suport a estudis de cinema i va comprar peces d'art de ciència-ficció de John Berkey. El 1975, Lucas va encarregar a McQuarrie que il·lustrés diverses escenes del guió de la pel·lícula. McQuarrie es va poder inspirar en algunes de les obres de Berkey, en particular, en una pintura d'un coet que es trobava a l'espai cap a un gegantesc planeta mecànic (la imatge havia estat utilitzada com a portada per a la reimpressió de 1972 de l'antologia de narracions Star Science Fiction Stories núm. 4).
Les pintures conceptuals de McQuarrie van ser fonamentals per ajudar a Lucas a obtenir l’aprovació de 20th Century Fox; armat amb il·lustracions vívides de la seva pel·lícula planificada, Lucas va ser capaç de convèncer els executius de Fox perquè es posessin en joc i financessin el seu projecte Star Wars. Malgrat el seu escepticisme, es va convertir en un èxit enorme des del seu llançament el 1977. Entre el portafoli de Star Wars de McQuarrie hi havia pintures conceptuals que representaven escenes al planeta Tatooine, a la cantina Mos Eisley, a l'Estrella de la Mort i a la lluna de Yavin. Durant el rodatge, Lucas va assegurar que moltes fotografies reproduïen exactament les pintures de McQuarrie; aquesta era la seva estima per l'obra de McQuarrie. McQuarrie ha dit sobre el seu treball a Star Wars, "Vaig pensar que tenia la millor feina que un artista va tenir mai en una pel·lícula i mai abans havia treballat en un llargmetratge. ... Encara tinc el correu de fans - gent preguntant si he treballat a l’episodi I o només volent tenir el meu autògraf." 
McQuarrie va dissenyar molts dels personatges de la pel·lícula, incloent Darth Vader, Chewbacca, R2-D2 i C-3PO i va dibuixar molts conceptes per als conjunts de la pel·lícula. El seu quadre de producció de R2-D2 i C-3PO errant pel desert del planeta Tatooine va ser el primer que es va completar. El seu primer concepte per a C-3PO es va inspirar visiblement en el robot Art Deco Maschinenmensch de la pel·lícula Metropolis de 1927 de Fritz Lang. La pintura va tenir un impacte especial en l’actor Anthony Daniels, que va estar a punt de descartar el paper de C-3PO; "He had painted a face and a figure that had a very wistful, rather yearning, rather bereft quality, which I found very appealing" (Havia pintat un rostre i una figura que tenia una qualitat molt desagradable, més que anhelant, més aviat desgraciada, que em va semblar molt atractiva), va afirmar Daniels, i l'atractiu de la imatge de McQuarrie el va convèncer a acceptar el paper.
Va ser McQuarrie qui va suggerir que Darth Vader portés un aparell respiratori. En una entrevista a la revista Star Wars Insider, McQuarrie va afirmar que la direcció artística de Lucas era retratar una figura maleïda en una capa amb armadura de Samurai. "For Darth Vader, George [Lucas] just said he would like to have a very tall, dark fluttering figure that had a spooky feeling like it came in on the wind." (Per a Darth Vader, George [Lucas] només va dir que li agradaria tenir una figura altíssima i fosca flotant i que tingués una sensació fantàstica com si sortís al vent). McQuarrie va assenyalar que el guió indicava que Vader viatjaria entre les naus espacials i necessita sobreviure al buit de l'espai i va proposar que Vader portés algun tipus de vestit espacial. Lucas va estar d’acord i McQuarrie va combinar una màscara de respiració de cara completa amb un casc Samurai, creant així un dels dissenys més icònics del cinema de fantasia espacial. Una pintura de la producció de 1975 de Darth Vader dedicada a un duel de sabres de llum amb Deak Starkiller (prototip de personatge per a Luke Skywalker) representa a Vader que portava armadura negra, una capa fluïda i una màscara i casc allargats i crani. La seva similitud amb el disseny final del vestuari de Vader demostra que la primera concepció de McQuarrie de Vader va tenir tant d’èxit que es va necessitar modificar poc per a la producció. A partir de l’obra d’art de McQuarrie, el dissenyador de vestits John Mollo va idear un vestit que podia portar un actor a la pantalla amb una combinació de túniques clericals, un vestit de motorista, un casc militar alemany i una màscara de gas. L'escultor Brian Muir va crear el casc i l’armadura utilitzats a la pel·lícula a partir dels dissenys de McQuarrie.

Dissenys de McQuarrie per Star Wars
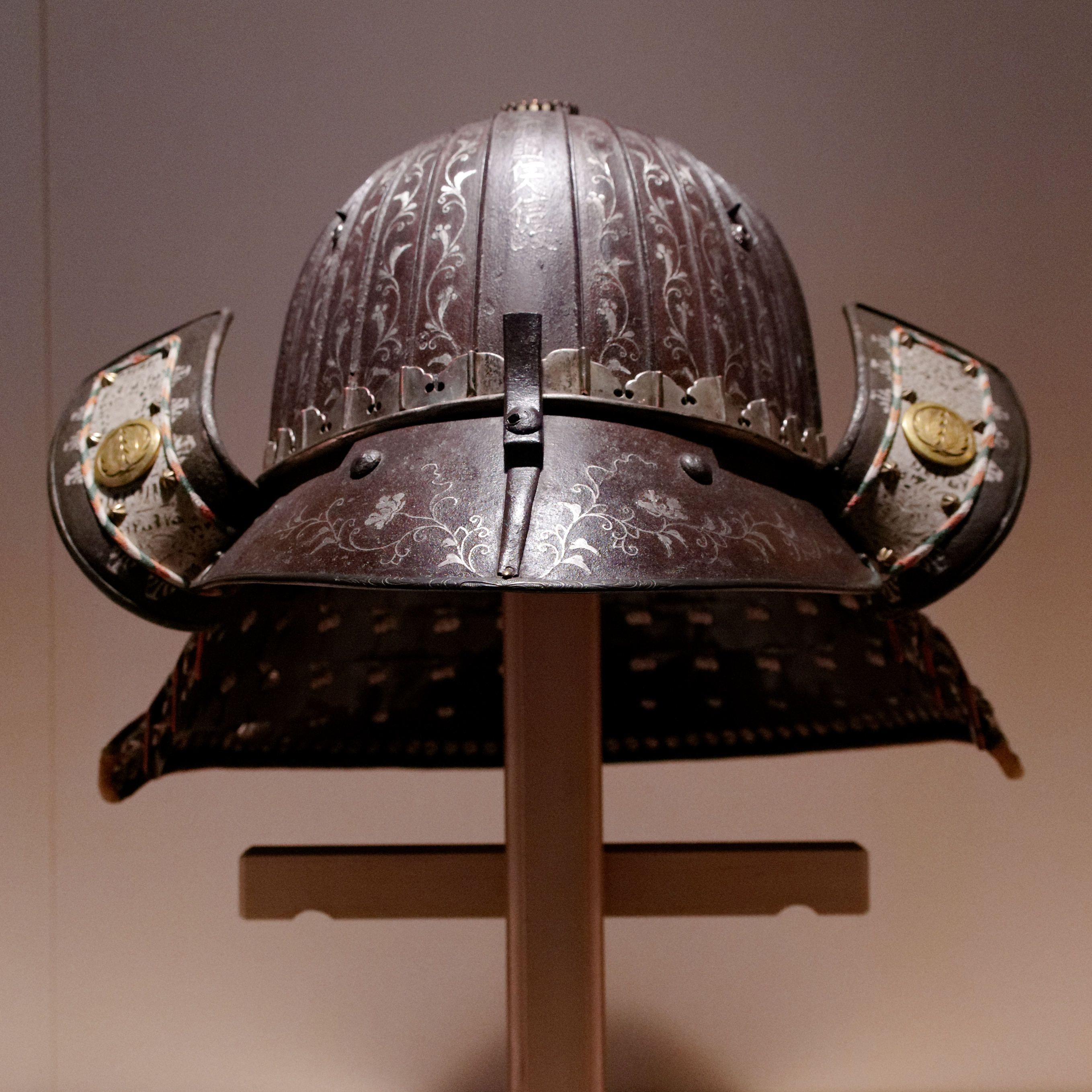
El breu disseny de McQuarrie va especificar influències del samurai, com aquest casc kabuto
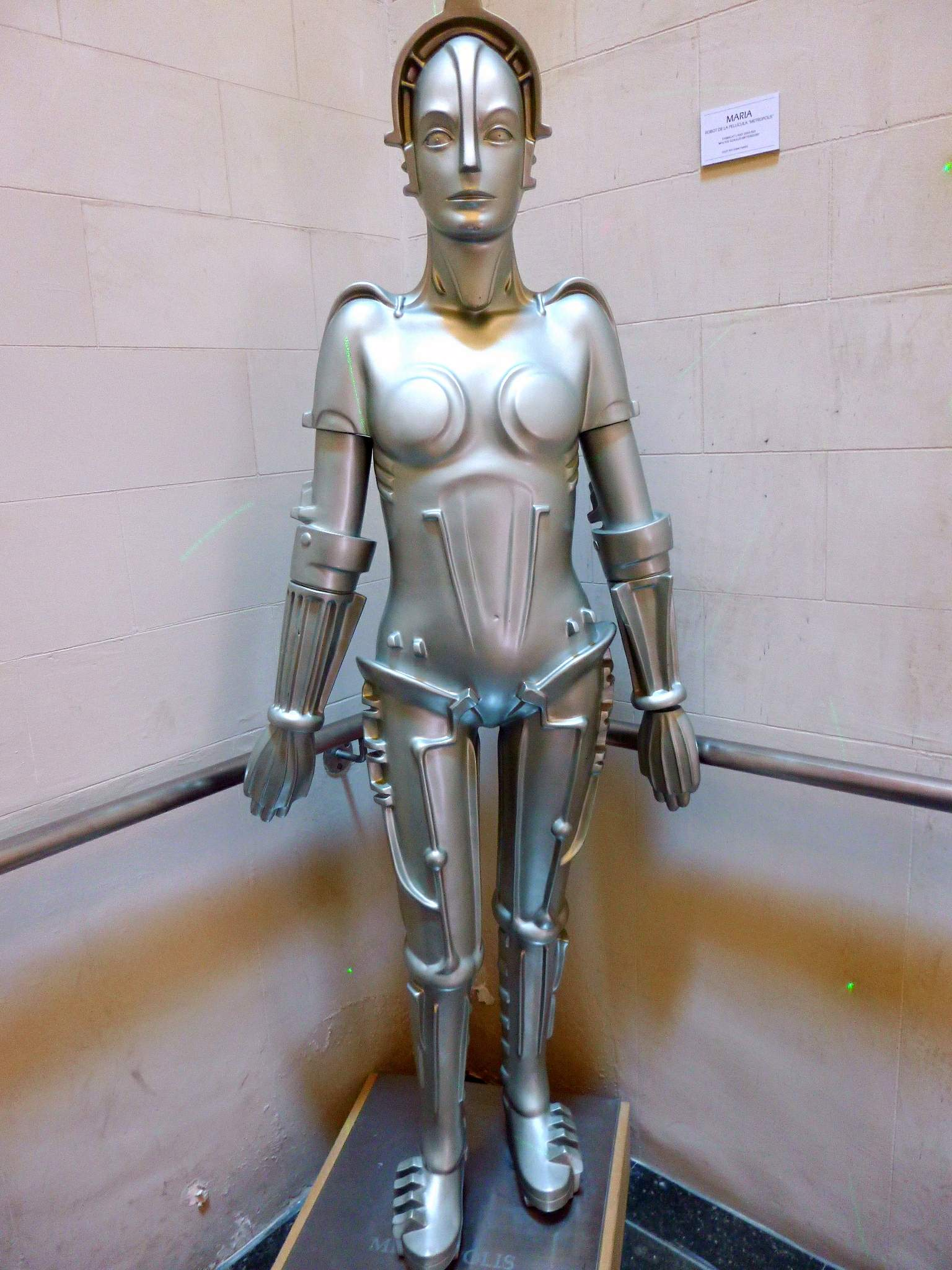
El robot de Metropolis (1927) que va inspirar McQuarrie en el primer disseny de C-3PO

Mentre que McQuarrie estava treballant en la visualització per a Lucas, també va ser encarregat per l'executiva de Ballantine Books, Judy-Lynn del Rey, de produir la portada de la llavors propera novelització de Star Wars. La primera edició de Star Wars: From the Adventures of Luke Skywalker va passar a la premsa el 1976 amb la versió de McQuarrie del casc de Darth Vader a la portada. Igual que la pel·lícula, el llibre va tenir un èxit desbordant, i McQuarrie va començar una llarga relació amb l'editorial, produint l'obra d'art per a 22 títols més per a Del Rey Books entre 1978 i 1987.

### Star Trek
Mentre McQuarrie completava el seu treball en Star Wars, va ser portat a bord de l'equip de disseny d'una producció cinematogràfica planificada basada en la sèrie de televisió de ciència-ficció de Gene Roddenberry, Star Trek. Titulada Star Trek: Planet of the Titans, la pel·lícula va comptar amb una redissenyada nau estelar USS Enterprise, i es va reclutar McQuarrie per proporcionar les visualitzacions. El seu disseny triangular de la nau s’assembla a l’aparició dels Destructors presentats a Star Wars. Star Trek: Planet of the Titans no va superar la fase de preproducció i el projecte va ser cancel·lat el 1977. El disseny es va utilitzar més tard a Star Trek: Discovery del 2017 com a base de la nau titular.

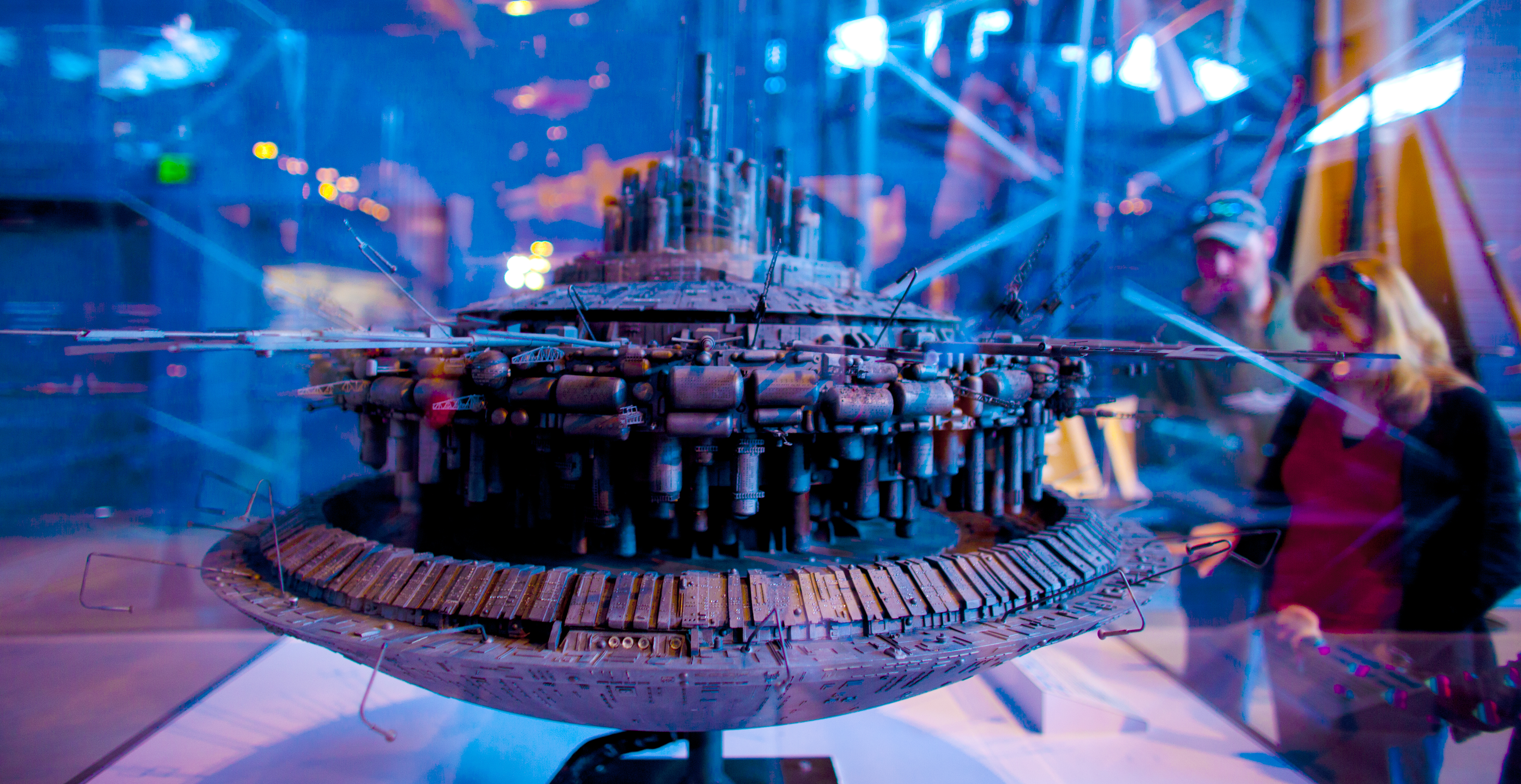
Model de la nau mare de Close Encounters of the Third Kind, basat en el disseny de McQuarrie.

Quan Lucas va començar a treballar en la seva seqüela a Star Wars, L'Imperi Contraataca (1980), McQuarrie va tornar a ser introduït per a subministrar obres d'art de previsualització. Els seus esbossos i pintures de producció van establir l'aparició d'alguns dels elements més perdurables de la saga, com els gegantins caminadors AT-AT en la batalla al planeta glacial Hoth i la criatura d'aspecte èlfic Yoda. El disseny de McQuarrie per a Cloud City, una ciutat flotant als núvols, es va originar en els seus primers esbossos per a Star Wars a partir de 1975, quan va il·lustrar un concepte per al planeta Alderaan, tal com es descriu al guió de Lucas de 1975, Adventures of the Starkiller as taken from the Journal of the Whills, Saga I: The Star Wars. McQuarrie va fer una aparició cameo no acreditada a L'Imperi Contraataca, quan va aparèixer a la seqüència d’obertura de la pel·lícula a la base Rebel de Hoth com un personatge anomenat General Pharl McQuarrie. El 2007, McQuarrie va tenir una figura d'acció que semblava "General McQuarrie" per al 30è aniversari de Star Wars el 2007. També es van produir figures d'acció basades en l'art conceptual de McQuarrie, incloent versions conceptuals dels Stormtrooper Imperials, Chewbacca, R2-D2 i C-3PO, Darth Vader, Han Solo, Boba Fett, Obi-Wan Kenobi, Yoda i altres personatges.
Quan McQuarrie es va dedicar a la tercera imatge de Lucas Wars, El retorn del Jedi (1983), havia començat a experimentar fatiga creativa. "Va ser menys divertit a mesura que passava el temps. Ja havia fet la millor part i només ho estava reflotant tot. Vaig seguir reunint-me amb mi mateix en el meu pensament. Va ser cada vegada més difícil mantenir el meu entusiasme", va dir McQuarrie. Malgrat el seu èxit anterior, poques de les seves idees de disseny van ser incloses en la versió final de la pel·lícula.

### Altres treballs de cinema i televisió
McQuarrie va dissenyar les naus alienígenes a les pel·lícules de Steven Spielberg Encontres a la tercera fase (1977) i ET, l'extraterrestre (1982), mentre que el seu treball com a artista conceptual a la pel·lícula de 1985 Cocoon li va valer el Oscar als millors efectes visuals. També va treballar a la sèrie de TV Battlestar Galactica de 1978, i a les pel·lícules A la recerca de l'arca perduda, Star Trek 4: Missió salvar la Terra i Els nostres meravellosos aliats.

## Jubilació
Rick McCallum va oferir a McQuarrie un paper com a dissenyador per a la trilogia preqüela de Star Wars, però va rebutjar l'oferta, assenyalant que s'havia quedat "sense energia" i va ser nomenat en lloc seu l'animador d'industrial de Light & Magic, Doug Chiang. McQuarrie es va retirar i les seves pintures conceptuals de Star Wars van ser exhibides posteriorment en exposicions d'art, incloent Star Wars 1999: The Magic of Myth. Diversos dels dissenys no utilitzats de McQuarrie de la trilogia original es van utilitzar per a les sèries de televisió animades Star Wars: Clone Wars i Star Wars Rebels, incloent el planeta Orto Plutonia, que es basava en el disseny original de McQuarrie de Hoth, i els personatges Zeb Orrelios i Chopper, basats en els seus dissenys originals per a Chewbacca i R2-D2, respectivament.

## Vida personal
McQuarrie es va casar amb Joan Benjamin el 1983 i van continuar casats fins a la seva mort als 82 anys el 3 de març de 2012 a la seva casa de Berkeley, Califòrnia. McQuarrie va morir per complicacions de la malaltia de Parkinson.

## Valoració crítica
Christian Blauvelt de Entertainment Weekly va elogiar els treballs de McQuarrie com pioner de l'estètica del futur que, a diferència d'altra ciència-ficció, van imaginar una galàxia habitada que era crua, bruta i en avançat estat de decadència. Va descriure l'estil de McQuarrie com a "subjectes fortament geomètrics representats en colors silenciats sobre un teló de fons pla i comprimit. Un disseny de McQuarrie Star Wars sembla el que hauria resultat si Salvador Dalí hagués esbossat conceptes per a la sèrie Flash Gordon d'Universal de 1936 mitjançant l'Antic Oest de Sergio Leones."
Neil Kendricks de The San Diego Union-Tribune va destacar la importància de McQuarrie per a la franquícia Star Wars, dient que l'artista "manté una posició única a l'hora de definir gran part de l'aspecte de l'univers "Star Wars".
Després de la mort de McQuarrie, George Lucas va dir: "La seva genial contribució, en forma de pintures de producció inigualables, va impulsar i inspirar tot el repartiment i la tripulació de la trilogia original de Star Wars. Quan les paraules no podien transmetre les meves idees, sempre podria senyalar una de les fabuloses il·lustracions de Ralph i dir: "feu-ho així".

## Llegat
L’actual equip creatiu de Lucasfilm està utilitzant parts de l’art original inutilitzat de McQuarrie dels anys setanta i vuitanta en el desenvolupament de nous productes relacionats amb Star Wars.

## Filmografia
- La guerra de les galàxies (1977) (il·lustrador de producció)
- Encontres a la tercera fase (1977) (dissenyador de la nau mare)
- Battlestar Galactica (1978) (il·lustrador de producció i concepte)
- Star Wars Holiday Special (1978) (il·lustrador)
- L'Imperi contraataca (1980) (consultor de disseny i artista conceptual)
- A la recerca de l'arca perduda (1981) (il·lustrador ILM)
- ET, l'extraterrestre (1982) (artista escènic / disseny de naus espacials)
- El retorn del Jedi (1983) (artista conceptual)
- Cocoon (1985) (artista conceptual)
- Star Trek 4: Missió salvar la Terra (1986) (consultor visual)
- Els nostres meravellosos aliats (1987) (artista conceptual)
- Nightbreed (1990) (artista conceptual)
- Back to the Future: The Ride (1991) (artista conceptual) (sense acreditar)

### Actor
- L'Imperi contraataca (1980) - General McQuarrie (sense acreditar)